# Manado
Manado (hist. także Menado) – miasto w Indonezji na północnym wybrzeżu wyspy Celebes (Sulawesi), na półwyspie Minahasa, u podnóża góry Klabat; stolica prowincji Celebes Północny; 428 tys. mieszkańców (2017).
Ośrodek handlowy; przemysł spożywczy, rzemiosło (plecionkarstwo), główny port morski prowincji (wywóz kawy, kopry, kauczuku, kakao, goździków, drewna); lotnisko Sam Ratulangi Airport; uniwersytet (Universitas Sam Ratulangi zał. 1965). Ludność mieszanego pochodzenia; na genezę orang Manado złożyły się różne miejscowe grupy etniczne (m.in. Minahasa, Sangir, Gorontalo, Ternate i Mongondow) oraz ludność napływowa spoza wysp Indonezji. Duże skupisko ludności chińskiej; silnie reprezentowane chrześcijaństwo. Dominującym środkiem komunikacji jest lokalna odmiana malajskiego, wywodząca się z regionu wyspy Ternate (Moluki Północne).

## Miasta partnerskie
- Davao, Filipiny
- Zamboanga, Filipiny
- Tegucigalpa, Honduras
- Darwin, Australia
- Koror, Palau
- Kota Kinabalu, Malezja